# Arklow-M-Klasse (2009)
Die Arklow-M-Klasse ist eine aus sechs Einheiten bestehende Klasse von Massengutschiffen der irischen Reederei Arklow Shipping.

## Geschichte
Die Schiffsklasse wurde von den Unternehmen Korea Maritime Services Co. in Seoul und Conoship International in Groningen entworfen und auf den koreanischen Werften Mokpo Shipbuilding Industry Co. und Daesun Shipbuilding & Engineering Co. gebaut.

## Beschreibung
Die Schiffe werden von einem Viertakt-Sechszylinder-Dieselmotor des Herstellers Caterpillar (Typ: MaK 6M43C) mit 5.400 kW Leistung angetrieben. Die Motoren wirken über ein Untersetzungsgetriebe auf einen Verstellpropeller. Die Schiffe erreichen damit 14,5 kn. Für die Stromversorgung stehen ein Wellengenerator mit 1000 kW Leistung sowie zwei Dieselgeneratoren mit jeweils 438 kW Leistung und ein Hafen- und Notgenerator mit 100 kW Leistung zur Verfügung. Die Schiffe sind mit einem Bugstrahlruder mit 750 kW Leistung ausgestattet.
Das Deckshaus befindet sich im hinteren Bereich der Schiffe. Es verfügt ab dem Hauptdeck über sechs Decks (einschließlich des oberhalb des Brückendecks liegenden Kompassdecks). Auf dem Hauptdecks befinden sich in erster Linie Lagerräume, der Maschinenkontrollraum, eine Werkstatt, der Rudermaschinenraum, der Raum für den Notgenerator sowie ein Umkleideraum für die Besatzung. Auf dem darüberliegenden Poopdeck befinden sich u. a. die Kombüse sowie die Messen, Aufenthaltsräume für die Besatzung sowie ein Büroraum. Boot- und Offiziersdeck beherbergen die Kabinen für insgesamt 14 Besatzungsmitglieder sowie ein Hospital. Das Brückendeck beherbergt die Kommandobrücke des Schiffes sowie die beiden offenen Brückennocken. Das oberste Deck ist das Kompassdeck (das Deck wird auch als Peildeck bezeichnet). Hier befindet sich der Magnetkompass, die Radarantennen und weitere Antennen sowie der achtere Schiffsmast.
Die Schiffe der Klasse sind mit einem Freifallrettungsboot ausgerüstet, das sich hinter Decksaufbauten und Schornstein befindet. Es ist vom Offiziersdeck aus zugänglich. Auf dem Bootsdeck befindet sich außerdem auf der Steuerbordseite ein offenes Rettungsboot, das mithilfe eines Kranes bewegt werden kann. Ein weiterer Kran befindet sich auf der Backbordseite des Bootsdecks. Mit den Kranen können z. B. Ersatzteile und Proviant an Bord genommen werden.
Vor dem Deckshaus befinden sich vier Laderäume. Die Laderäume werden mit Faltlukendeckeln verschlossen. Sie sind bis auf Laderaum 1 boxenförmig. Laderaum 1 verjüngt sich zum Bug hin. Die Luke von Laderaum 1 ist 15,40 × 12,60 m, die von Laderaum 2 und 3 jeweils 23,10 × 17,60 m und die von Laderaum 4 15,40 × 17,60 m groß. Die Räume sind 12,25 m hoch. Die Kapazitäten der Laderäume beträgt 3.132 m³ (Laderaum 1), 5.762 m³ (Laderaum 2), 5.628 m³ (Laderaum 3) und 3.587 m³ (Laderaum 4), so dass sich eine Gesamtkapazität von 18.109 m³ ergibt. Die Tankdecke in den Laderäumen kann mit 20 t/m², die Lukendeckel mit 1,8 t/m² belastet werden.

## Schiffe
| Arklow-M-Klasse | Arklow-M-Klasse    | Arklow-M-Klasse | Arklow-M-Klasse    |
| Bauname         | Bauwerft Baunummer | IMO-Nummer      | Ablieferung        |
| --------------- | ------------------ | --------------- | ------------------ |
| Arklow Manor    | Makpo 07-189       | 9440241         | 9. Oktober 2009    |
| Arklow Marsh    | Makpo 07-190       | 9440253         | 28. Januar 2010    |
| Arklow Mill     | Makpo 07-191       | 9440265         | 2. Mai 2010        |
| Arklow Meadow   | Makpo 07-192       | 9440277         | 15. September 2010 |
| Arklow Moor     | Makpo 08-199       | 9509475         | 16. Dezember 2011  |
| Arklow Muse     | Daesun SB540       | 9509487         | 21. August 2013    |

Die Schiffe fahren unter der Flagge Irlands mit Heimathafen Arklow.